# Стейвс (Арканзас)
Стейвс (англ. Staves) — переписна місцевість (CDP) в США, в окрузі Клівленд штату Арканзас. Населення — 133 особи (2020).

## Географія
Стейвс розташований за координатами 34°2′1″ пн. ш. 92°16′50″ зх. д. / 34.03361° пн. ш. 92.28056° зх. д. (34.033579, -92.280583).  За даними Бюро перепису населення США в 2010 році переписна місцевість мала площу 6,31 км², з яких 6,30 км² — суходіл та 0,01 км² — водойми.

## Демографія
Згідно з переписом 2010 року, у переписній місцевості мешкало 116 осіб у 52 домогосподарствах у складі 37 родин. Густота населення становила 18 осіб/км².  Було 57 помешкань (9/км²). 
Расовий склад населення:
| - 97,4 % — білих - 0,9 % — чорних або афроамериканців |

До двох чи більше рас належало 1,7 %. Іспаномовні складали 0,9 % від усіх жителів.
За віковим діапазоном населення розподілялося таким чином: 19,0 % — особи молодші 18 років, 55,1 % — особи у віці 18—64 років, 25,9 % — особи у віці 65 років та старші. Медіана віку мешканця становила 52,7 року. На 100 осіб жіночої статі у переписній місцевості припадало 118,9 чоловіків;  на 100 жінок у віці від 18 років та старших — 104,3 чоловіків також старших 18 років.
Середній дохід на одне домашнє господарство  становив 60 395 доларів США (медіана — 54 375), а середній дохід на одну сім'ю — 60 395 доларів (медіана — 54 375). 
Цивільне працевлаштоване населення становило 38 осіб. Основні галузі зайнятості: науковці, спеціалісти, менеджери — 36,8 %, публічна адміністрація — 34,2 %, роздрібна торгівля — 28,9 %.